# Doina Șnep-Bălan
Doina Șnep-Bălan, född den 10 december 1963 i Liteni i Rumänien, är en rumänsk roddare.
Hon tog OS-silver i fyra utan styrman i samband med de olympiska roddtävlingarna 1992 i Barcelona.